# Алему, Рейот
Рейот Алему — эфиопская журналистка, отбывшая пятилетний срок тюремного заключения после несправедливого судебного разбирательства, в ходе которого законы о борьбе с терроризмом использовались для того, чтобы заставить её замолчать. В 2013 г. она получила Всемирную премию ЮНЕСКО/Гильермо Кано за свободу печати.

## Биография
Рейот Алему родилась в 1980 году. До 2000 года она была учительницей средней школы, затем стала работать обозревателем в нескольких местных газетах, включая независимую еженедельную газету Feteh. В 2010 году она основала собственное издательство и стала главным редактором собственного ежемесячного журнала Change, оба позднее были закрыты. Её статьи касались социальных, гендерных и политических вопросов, а также бедности.
В июне 2011 года она была арестована властями Эфиопии по обвинению в терроризме (заявлялось, что она пыталась перерезать телефонные и электропровода), была осуждена и приговорена к 14 годам тюремного заключения и штрафу в размере 33 000 быров (1850 долларов США).
В августе 2012 года апелляционный суд сократил 14-летний срок тюремного заключения до 5 лет и снял с неё большинство обвинений в терроризме. Она отбывала пятилетний срок в тюрьме Калити.
Рейот была освобождена 9 июля 2015 года, отсидев четыре года.

## Награды
В 2012 году Международный женский медиафонд (IWMF) заочно присудил ей премию «Мужество в журналистике» за «отказ от самоцензуры там, где такая практика является стандартной, и за нежелание извиняться за правду, хотя раскаяние может принести ей свободу». Она также выиграла приз Хеллмана/Хэммета за свободу прессы.
В мае 2013 года она была удостоена Всемирной премии ЮНЕСКО/Гильермо Кано за свободу печати в знак признания её исключительной храбрости, способности к сопротивлению и верности борьбе за свободу слова.